# Oregon Graduate Institute
Az Oregon Graduate Institute (korábban Oregon Graduate Center) az Amerikai Egyesült Államok Oregon államában, a Beaverton–Hillsboro térségben működő magánfenntartású kutatóegyetem volt, ami 2001-ben OGI Mérnöki Tudományok Intézete néven az Oregoni Egészségtudományi Egyetembe olvadt. Campusa 2014-ben zárt be, 2017-ben pedig lebontották.

## Oregon Graduate Center
Az Oregon Graduate Center for Study and Researchet 1963. április 2-án alapították Mark Hatfield kormányzó, Howard Vollum, a Tektronix társalapítója, illetve a City Club of Portland kezdeményezésére, a Tektronix kétmillió dolláros támogatásával. A kuratórium elnöke Samuel L. Diack nyugdíjazott orvos, az Oregoni Orvoskutatói Alapítvány tagja, illetve az Oregoni Ipartudományi Múzeum alapítója lett; a kuratórium tagja volt Vollum is. 1966-ban az első rektor Donald L. Benedict, a Stanford Kutatóintézet (SRI) munkatársa lett. A Martin Marietta Corporation által tervezett első campus Beaverton és a Tektronix gyára közelében volt. Hatfield sikertelenül próbált 1,5 millió dollár állami támogatást szerezni; a finanszírozás hiánya több rektor beszámolója szerint is állandó probléma volt. Az 1960-as évek végén az intézményt a Pacific Northwest Bell Telephone Company finanszírozta, illetve további támogatást kértek a szövetségi oktatási minisztériumtól, illetve a nemzeti egészségügyi intézettől is. Az iskola finanszírozói és kuratóriumi tagjai között voltak még Douglas Strain (Electro Scientific Industries), John Gray (Omark Industries) és Ira Keller (Western Kraft Corporation).
A Portland City Club 1963-as jelentése feltette a kérdést, miszerint „Miért van Portland ennyire lemaradva a nagy tudományos fellendülésben?” Szerintük ennek oka, hogy Portland a nyugati régió egyetlen térsége teljes értékű egyetem nélkül. Ekkoriban a portlandi agglomerációnak nyolcszázezer lakosa volt, a legjelentősebb iparágai pedig a faipar és a mezőgazdaság voltak. A Portlandi Állami Főiskola (PSC), a Reed Főiskola, a Lewis és Clark Főiskola, valamint a Portlandi Egyetem is csak alapképzéseket indítottak. Miután a PSC a rá nehezedő nyomás miatt 1969-ben kutatóegyetemmé alakult, a finanszírozásért az Oregoni Egyetemmel és az Oregoni Állami Egyetemmel kellett versengenie.
Az 1960 és 1980 között a térség legnagyobb magánfoglalkoztatójának számító Tektronix szerint „egy mesterképzési intézmény létrehozása »abszolút szükséges a működésünkhöz«, mert problémásnak találjuk, hogy »nehezen tudunk hozzáértőket vonzani üzemünkbe, mivel tapasztalataink szerint azok, akik megszereztek egy bizonyos kompetenciát, távoznak tőlünk, mégpedig azért, mert nem tudnak szakmailag továbblépni«.” Kijelentették, hogy ha Portlandben nem létesül ilyen intézmény, akkor gyárukat elköltöztetik. A vállalat munkavállalóit ösztönözte felsőfokú képesítés megszerzésére, és ehhez néha pénzügyi segítséget is nyújtott. A cég az 1950-as években a térség közösségi főiskoláival azonos méretű saját képzőközpontot működtetett.
Benedict elképzelése szerint az intézménynek az USA háborús gazdasága helyett az európai polgári alapú gazdaságra kell építenie. Különösen tetszett neki az Oxfordi Egyetem, valamint az NSZK műszaki egyetemeinek képzési rendszere. Korábban Benedict felelt az SRI európai működéséért is.
Az első hat oktatót (mindannyian vegyészek voltak) 1966-ban, az első hallgatókat 1969-ben vették fel. Az első alkalmazott Carl Miller, a második pedig J. Richard Kerr lézerszakértő volt. 1969-ben az intézményt a véglegesnek szánt helyére, a Bevaerton–Hillsboro határon fekvő Oregoni Nemzeti Főemlőskutató Intézettel szemközti épületbe, a Donovan család egykori farmjának helyszínére költöztették. Mindkét campusnak portlandi postacíme volt, habár egyik sem a városban feküdt. Az iskolának kezdetben nem voltak tanszékei; vegyészeket, fizikusokat és matematikusokat képeztek. Más intézményektől eltérően az OGC-nek soha nem voltak kollégiumai, diákszövetségei, sportcsapatai és kabalája sem. Kerr első kutatási projektje a lézersugarak légkörben való terjedésének tanulmányozása volt.
Az első mesterdiplomás Terry D. Lee (szerves kémia, 1971), míg az első PhD-s Paul M. Perry lett (alkalmazott fizika, 1973). Minden képzést az Északnyugati Főiskolák és Egyetemek Szövetsége akkreditált. 1979-ben 23 oktatója és 33 hallgatója, 1988-ban pedig 88 oktatója (mindannyian akadémiai jogviszony nélkül) és 150 hallgatója volt. A New York-i Rockefeller Egyetemhez hasonlóan kutatóipari szakemberek képzése volt a célja a hagyományos egyetemek bürokráciája nélkül.

### Kuratórium
Az első kuratórium elnöke S. L. Diack volt, a további tagok  Harry Alpert, Henry Cabell, Vernon Cheldelin, Arno H. Denecke, Walter P. Dyke, Gerald W. Frank, James T. Marr, Harold M. Phillips, Donald E. Pickering, G. Herbert Smith, Willard B. Spalding, Richard H. Sullivan, R.H. „Rudy” Thielemann, C. H. Vollum és Harry White voltak.

### Rektorváltások
Hatfieldék Donald L. Benedictet eredetileg tanácsadóként vették fel; a kuratórium többi tagjával ellentétben az alkalmazott tudományokkal szemben az elméleti megközelítést létesítette előnyben. Legfőbb eredménye az új campus épületének megszerzése volt a Tektronix Alapítványtól. Az új épület névadó ünnepsége 1969. augusztus 15-én volt; a költségvetés túllépése miatt Benedictet mindössze 12 nappal később elbocsátották.
1969-ben az ideiglenes rektor E. Robert de Luccia, a Pacific Power & Light Company vezető tisztviselője lett, aki 1969 és 1972 között a kuratórium tagja volt. Az új épületeket és a béreket hitelből fizették. Javasolták, hogy az intézmény fenntartója a Tektronix legyen, vagy vonják össze a Lewis és Clark Főiskolával, esetleg a Portlandi Állami Egyetemmel. A munkatársak többsége felmondott. De Lucciát 1971 júniusától a Nixon-kormány alkalmazta, az első campust pedig ugyanezen évben 350 000 dollárért értékesítették. De Lucciát 1990-ben tiszteletbeli kuratóriumi taggá nevezték ki.
A vezetői pozíciót 1971–1972-ben Arthur F. Scott oktatási igazgató és korábbi vegyészoktató, valamint a Reed Főiskola egykori rektora töltötte be. A PSU-val való egyesülésről nem tudtak megegyezni, az állami törvényhozás pedig megtagadta az igényelt 1,5 millió dolláros támogatás kifizetését, így az iskolát a csőd fenyegette. A Reed Főiskola kémiai épülete Scott nevét viseli.
1972-ben Ira C. Keller, a Western Kraft vezérigazgatóját nevezték ki rektorrá. Erőfeszítéseinek köszönhetően az intézmény fennmaradhatott, 1973-ban pedig akkreditálták. Lynwood W. Swanson fizikaoktató és társai 1973-ban megalapították a FEI Companyt, de Swanson 1978-ig az OGC oktatója maradt. Keller regnálása alatt a Nemzeti Egészségügyi Intézet, a Nemzeti Tudományos Alapítvány és a Weyerhauser is nagyobb összegekkel támogatta az intézményt. Keller 1977-ben lemondott, és Diack nyugdíjba vonulását követően a kuratórium elnöke lett. A portlandi Keller Fountain Park az ő, míg a Keller Auditórium fia, Richard B. Keller nevét viseli. Richard B. Keller 1984 és 1987 között a kuratórium tagja volt.
A rektori pozíciót 1977-től J. Richard „Dick” Kerr villamosmérnök, az OGC rektorhelyettese, illetve 1969-től lézerkutatója töltötte be. Pénzügyi problémák és a fizetések csökkentése körüli viták miatt 1979-ben lemondott. A campus harmadik épülete az M. J. Murdock alap kétmillió dolláros támogatásából megnyílt Jack Murdock Kutatólaboratórium lett. Kerr lemondását követően a Flight Dynamicshez távozott.
1977-ben, a pénzügyi krízis közepette F. Paul Carlson villamosmérnök lett a fejlesztési rektorhelyettes, majd 1979-től ideiglenes rektorrá nevezték ki. Az OGC 1980-ban a campusszal szemközt negyven hektárnyi földet vásárolt, amit Science Park néven 1982-től startupok számára tartották fenn. 1984-től a Planar Systems, a Tektronix leányvállalata itt kezdett síkpaneles kijelzők gyártásába. A Samuel L. Diack Könyvtár alapkőletétele 1979-ben, megnyitója 1980-ban volt; a létesítmény Diack, a kuratórium első elnökének nevét viseli. Az 1981-ben megnyílt számítástudományi tanszék vezetője Richard B. Kieburtz, a Stony Brook Egyetem oktatója lett. Jacqueline Jackson, a Portlandi Tankerület tehetséggondozó programjának vezetője 1983-ben elindította a középiskolásoknak tudományos kurzusokat kínáló Saturday Academyt, melynek egyik képzőhelye az OGC-n volt. Vollum 1984-ben tiszteletbeli doktori fokozatot kapott. Carlson 1985-ben lemondott, és az Oregon Graduate School Corporation vezetője, majd a kuratórium elnöke lett; az Oregon Graduate School Corporationt a Science Park üzemeltetésére alapították, miután a Rembold Corporation visszalépett. A Science Park bérlőitől évi négymillió dollárt reméltek, ami szükséges volt az OGC fennmaradásához. Az első bérlő 1983 augusztusától a Planar Systems volt. A negyedévente megjelenő Visions folyóiratot 1985 tavaszán alapították; főszerkesztője Norman R. Eder történész, szerkesztője pedig Georgiana Johnsrud lett. Legnagyobb példányszáma 15 000 volt. Carlson regnálása idején az oktatási rektorhelyettes Lawrence E. Murr anyagtudományi oktató és szerző volt. Carlson 1986-ban, Kahne lemondása után ideiglenes rektor volt, majd a Honeywellnél kapott munkát.
1985–1986-ban a rektori pozíciót Stephen J. Kahne villamosmérnök, a Rensselaer Politechnikai Intézet mérnöki karának dékánja töltötte be; korábban a Minnesotai Egyetem és a Case Western Reserve University oktatója, illetve az IEEE szabványügyi testület irányítástechnikai társaságának elnöke volt. Vollum 1986-ban hunyt el; végrendeletében 14,8 millió dollárt hagyott az OGC-re. Kahne távozását követően a MITRE Corporation, illetve az Embry–Riddle Légügyi Egyetem munkatársa lett. 1986-ban a kuratórium elnöke Monford Orloff ügyvéd volt.
1974-től James J. Huntzicker az iskola légkörkémiai oktatója lett, 1986 és 1988 között pedig ideiglenes rektor volt. Az Oregoni Fejlett Számítástechnika Intézete 1988-ban nyílt meg az OGC-n azzal a céllal, hogy a SEMATECH-hez hasonló szervezet legyen a párhuzamos számítástechnika területén. Huntzicker az OHSU-val való egyesülést követően is az intézménynél maradt, később pedig a Menedzsment Tanszék vezetője lett, korábban pedig a Saturday Academy igazgatótanácsának vezetője volt. Részben ő felelt az OHSU és a PSU közös orvosmenedzsment MBA képzésének kialakításáért.
1988-ban Dwight A. Sangrey, a Cornell Egyetem és a Carnegie Mellon Egyetem építőmérnöki oktatója, valamint az RPI mérnöki karának dékánja lett az OGC rektora; megbízatása a hallgatói és oktatói létszám növelésére szólt. Az OGC 1989-ben felvette az Oregon Graduate Institute nevet. Sangrey-t a tengeri építmények (például olajfúró tornyok) megbízhatóságáról szóló tanulmányáért 1990-ben az Amerikai Építőmérnökök Társasága kiválóságdíjjal tüntette ki. A FEI Company 1990 körül költözött a Science Parkba, de 1992-ben székhelyüket Hillsboróba helyezték át. A hatezer négyzetméteres Cooley Tudományos Központ, ami 1983 óta az egyetem első laboratóriumi létesítménye volt, 1993-ban nyílt meg. Sangrey 1994-ben a Csendes-óceáni Egyetem munkatársa lett.
Sangrey utódja 1994-ben Paul E. Bragdon ügyvéd, a Reed Főiskola rektora lett, aki a kétmilliós hiány visszaszorítását tűzte ki céljául. Bragdon a kuratórium tagja is volt. 1998-ban lemondott, később pedig a Lewis és Clark Főiskola ideiglenes rektora lett. 2004-ben az OHSU tiszteletbeli DSc-fokozattal tüntette ki. Az OGI-nak 1994-ben 448 munkatársa volt. 1994 végén a Mark Hatfield részvételével tartott ünnepségen a Willamette Egyetemmel közös tudománymenedzsmenti képzés indítását jelentették be.
Bragdon távozását követően rövid ideig Paul Clayton anyagtudományi oktató és oktatási vezető volt az ideiglenes rektor. Clayton kutatási területei közé tartozott a tribológia.
Az intézmény utolsó rektora 1998-ban Edward W. Thompson, a HRL Laboratories védelmi, telekommunikációs és űrkutatási vezetője lett. 2001-ben, az összeolvadást követően az OGI Mérnöki Tudományok Intézete dékánja és az OHSU rektorhelyettese lett.

## Oregon Graduate Institute
Az intézmény neve Dwight Sangrey felügyeletével 1989. november 1-jén Oregon Graduate Institute of Science & Technologyra módusult; Sangrey az észak-karolinai Research Triangle Parkhoz hasonló kutató-üzleti komplexumot kívánt létrehozni. 1995-ben az OGI-nak 153 oktatója és 1100 hallgatója volt. A kuratórium elnöke Edward H. Cooley, a Precision Castparts Corporation vezetője volt, a kuratóriumi tagok között ott voltak az Intel és a Tektronix vezetői is. A kuratórium célkitűzése szerint „az Oregon Graduate Institute az északnyugati régió egyetlen mesterképzési intézménye, amely a kutatás segítségével képez vezetőket és terjeszti a tudást”. Az éves költségvetés 14 millió dollár volt, amely 9%-ban tandíjból, 8%-ban éves adományokból, 8%-ban pénzügyi alapokból, 68%-ban kormányzati és ipari kutatási támogatásokból, 6%-ban pedig egyéb forrásokból származott.
| Tanszék                                    | Szakterületek |
| ------------------------------------------ | --- |
| Kémiai, Biokémiai és Molekuláris Biológiai | lignin, fakitermelő gombák, keláthatás sziderofórokkal, membránok, liposzómák, pichia pastoris |
| Számítástudományi és Mérnöki               | beszédfelismerés, párhuzamos számítástechnika, mesterséges intelligencia |
| Villamosmérnöki és Alkalmazott Fizikai     | fókuszált ionnyaláb, gallium-arzenid, lantán-hexaborid, folyékony fémionforrások, mikromegmunkálás, diódalézerek, SiC félvezetők                                                                                          |
| Környezetmérnöki                           | légkörfizika, talajvíz |
| Menedzsment                                | |
| Anyagmérnöki                               | elektrosalakos hegesztés, kondenzátor-kisüléses hegesztés, vasúti tribológia, analitikus transzmissziós elektronmikroszkópia, együttműködés az Edison Hegesztési Intézettel, szupravezetés, nagy igénybevételű jelenségek |

A többségében Donald L. Benedict által toborzott oktatókat (Harlan U. Anderson, Robert L. Autrey, Douglas F. Barofsky, Edward J. Baum, Warren E. Budden-baum, G. Doyle Daves Jr., Roger Eiss, the late Richard A. Elliott, Stephen Fisk, George A. Gray, James K. Hurst, J. Richard Kerr, George G. Lendaris, Thomas M. Loehr, Hans Oesterreicher, George P. O'Leary, David K. Roe, Erwin Rudy és Gerald J. Throop) az 1990-es diplomaosztón kitüntették. Az első végzős évfolyamon 24-en mesterdiplomát, tízen pedig Ph.D. fokozatot szereztek.
2001-ben a legnépszerűbb szak a menedzsment, doktori szinten pedig a számítástudomány volt. A legkevésbé népszerűbb szakok a biológiaiak voltak. Diplomát nem adó képzések is indultak. Az OGC a Victor Atiyeh kormányzó által alapított Oregon Center for Advanced Technology Education partnere volt. Ekkorra a PSU és az Oregoni Egyetem a STEM területeken jelentős versenyelőnyhöz jutott.
| Létszámok | Létszámok | Létszámok |
| Év        | Oktatók   | Hallgatók |
| --------- | --------- | --------- |
| 1969      | 12        | 5         |
| 1979      | 23        | 33        |
| 1984      | 33        | 85        |
| 1988      | 48        | 150       |
| 1991      | 125       | 800       |
| 1995      | 153       | 1100      |

### Beolvadás az OHSU-ba
Az 1990-es évek végén az OSU-val és a PSU-val való összeolvadás is felmerült, de azok nagy távolsága és túl nagy mérete elrettentő volt, így az OGI vezetése az ötletet 2000-ben elvetette. 2001 júliusában végül az OHSU-ba olvadtak OGI Mérnöki Tudományok Intézete néven; az intézet dékánja Ed Thompson, az OGI rektora lett. Az OHSU 1995-ben nyilvános részvénytársasággá alakult; a működési forma közelebb állt az OGI üzleti modelljéhez, mint az OSU és a PSU állami egyetemi volta. Az Anyagtudományi Tanszék és más szervezeti egységek 2001-ben a PSU része lettek. Az OHSU és az OGI összeolvadását, valamint a biomérnöki képzés elindítását az M. J. Murdock alap négymillió dolláros támogatása tette lehetővé.

### Rektorok listája
- Donald L. Benedict, 1966–1969
- E. Robert de Luccia, 1969–1971
- Arthur F. Scott, 1971–1972
- Ira C. Keller, 1972–1977
- J. Richard Kerr, 1977–1979
- F. Paul Carlson, 1979–1985
- Stephen J. Kahne, 1985–1986
- James J. Huntzicker, 1986–1988
- Dwight A. Sangrey, 1988–1994
- Paul E. Bragdon, 1994–1998
- Paul Clayton, 1998
- Edward W. Thompson, 1998–2001

### Emlékezete
Az OHSU az OGI hillsborói campusát 2007-ben 44,4 millió dollárért értékesítette, majd hét éven át visszabérelte. A 15 épület 26 500 négyzetméteren terült el. Az OGI Mérnöki Tudományok Intézete 2008-ban az OHSU tanszéke lett. A hillsborói kampuszról 2014-ben kiköltöztek, majd 2015-ben eladták, a képzések egy részét pedig a Marquam Hill-i székhelyre vagy a PSU-ra költöztették át, másokat pedig megszüntettek. Az elektrotechnikai mérőeszközöket gyártó Cascade Microtech az OGI-n alakult meg.
Az intézmény első mesterdiplomása, Terry Lee doktori fokozata megszerzését követően az OGC tömegspektrometriai kutatója lett. Paul Perry, az intézmény első PhD-sa a texasi Western Geophysical informatikai munkatársa lett.

### Hallgatói és oktatói publikációk
- D. G. Atteridge: Advanced Nanoscale Coatings with Plasma Spray.  2000.
- P. B. Black: Squeak By Example. (hely nélkül): Square Bracket Associates. 2009.  ISBN 978-3952334102
- J. A. Cooper: Proceedings of the 1981 International Conference on Residential Solid Fuels: Environmental Impacts and Solutions. (angolul) Szerk. Dorothy Malek. Hillsboro: Oregon Graduate Center. 1982.
- Pichia Protocols (Methods in Molecular Biology). (angolul) Szerk. J. M. Cregg. 2. kiadás. Totowa (New Jersey): Humana Press. 2007.  ISBN 978-1617375637
- J. S. Kerry: DIY Advanced Model Railroad Signaling Electronics: Sensors, Interactivity, Track Control. (angolul) Dél-Karolina: CreateSpace. 2015.  ISBN 978-1517602246
- Atmospheric Methane: Its Role in the Global Environment. (angolul) Szerk. M. A. K Khalil. (hely nélkül): Springer. 2000.  ISBN 978-3642084515
- L. E. Murr: Interfacial Phenomena in Metals and Alloys. (angolul) Boston (Massachusetts): Addison-Wesley. 1975.  ISBN 978-0201048858
- L. E. Murr: What Every Engineer Should Know about Material and Component Failure, Failure Analysis and Litigation. (angolul) (hely nélkül): Marcel Dekker. 1986.  ISBN 978-0824777326
- L. E. Murr: Electron and Ion Microscopy and Microanalysis: Principles and Applications. (angolul) 2. kiadás. Bota Racon (Florida): CRC Press. 1991.  ISBN 978-0824785567
- L. E. Murr: Handbook of Materials Structures, Properties, Processing and Performance. (angolul) (hely nélkül): Springer. 2014.  ISBN 978-3319018140
- J. H. Orloff – L. W. Swanson – M. W. Utlaut: High Resolution Focused Ion Beams: FIB and its Applications: The Physics of Liquid Metal Ion Sources and Ion Optics and Their Application to Focused Ion Beam Technology. (angolul) (hely nélkül): Kluwer Academic;Plenum Publishers. 2003.  ISBN 978-0306473500
- Handbook of Charged Particle Optics. (angolul) Szerk. J. H. Orloff. 2.kiadás. Bota Racon (Florida): CRC Press. 2009.  ISBN 978-1-4200-4554-3
- J. F. Pankow: Aquatic Chemistry Concepts. (angolul) 2. kiadás. Bota Racon (Florida): CRC Press. 2016.  ISBN 978-1439854402

## Fordítás
- Ez a szócikk részben vagy egészben  az   Oregon Graduate Center című angol Wikipédia-szócikk ezen változatának fordításán alapul.  Az eredeti cikk szerkesztőit annak laptörténete sorolja fel. Ez a jelzés csupán a megfogalmazás eredetét és a szerzői jogokat jelzi, nem szolgál a cikkben szereplő információk forrásmegjelöléseként.